# Кредитная история
Кредитная история — история исполнения физическим лицом обязательств по кредитам и займам, собираемая из различных источников: банков, кредитных организаций, правительственных органов. На базе кредитной истории может вычисляться кредитный скоринг для упрощения оценки кредитоспособности лиц, например при выдаче лицу новых кредитов.

## В США
В США система кредитных историй широко применяется с 1970-х годов.

## В России
В Российской Федерации кредитная история была введена Федеральным законом «О кредитных историях» № 218-ФЗ от 30 декабря 2004 года. Информация, составляющая кредитную историю, характеризует исполнение заёмщиком принятых на себя обязательств по договорам займа (кредита) и хранится в бюро кредитных историй.
В составе кредитной истории три части: титульная часть, основная часть и закрытая часть. С 1 марта 2015 года состав кредитной истории дополнен информационной частью.
Титульная часть включает в себя сведения о субъекте кредитной истории — физическом или юридическом лице, которые дают возможность идентифицировать заёмщика. Более подробно можно прочитать в Федеральном законе. Основная часть включает в себя сведения, относящиеся к обязательствам — дату выдачи, дату погашения, ежемесячный платеж и т. д. Закрытая часть содержит сведения об источнике формирования кредитной истории, а также о пользователе кредитной истории.
Кредитные истории хранятся в бюро кредитных историй в течение 15 лет после погашения.
Согласно российскому законодательству, кредитная история может разглашаться:
- субъекту кредитной истории — по его запросу для ознакомления со своей кредитной историей;
- пользователю кредитной истории — по его запросу с согласия субъекта кредитной истории;
- в Центральный каталог кредитных историй — титульную часть кредитного отчёта;
- в суд (судье) по уголовному делу, находящемуся в его производстве, а при наличии согласия прокурора в органы предварительного следствия по возбужденному уголовному делу, находящемуся в их производстве, — дополнительную (закрытую) часть кредитной истории.

Знания россиян о своих кредитных историях растут, но, к 2015 году остаются фрагментарными. Об этом свидетельствуют результаты федерального социологического исследования, проводимого Институтом социологии РАН по заказу НБКИ, АРБ и Банка России.
На конец 2007 года в России хранилось около 30 миллионов записей кредитных историй.
С середины 2010-х годов в России происходит интеграция системы кредитных историй в практику Микрофинансовых организаций.
Проверить кредитную историю бесплатно можно только лишь 2 раз в год в бюро кредитных историй, все последующие проверки будут платными. Можно проверять как напрямую через бюро кредитных историй, так и через платные сервисы банков и других финансовых организаций. Запросить список бюро кредитных историй, где хранится кредитная история, можно через портал Госуслуги.
В июле 2019 года в ведущих российских СМИ появилась информация о том, что банки для наращивания кросс-продаж все чаще включают в пакет документов по открытию счета, вклада или дебетовой карты согласие на направление запросов в Бюро кредитных историй. При этом частые запросы в бюро кредитных историй негативно отражаются на скоринговом балле заемщика, по которому его в дальнейшем оценивают потенциальные кредиторы. По мнению юристов, отраженному в упомянутых статьях, подобный подход кредитных организаций незаконен.